# Ecdemita
La ecdemita es un mineral de plomo, clasificado como halogenuro por la presencia de iones cloruro, pero que contiene también iones de diarseniato. Fue descrito a partir de ejemplares de las minas de Långban y de Harstigen, en  Filipstad, Värmland (Suecia), que se consideran como localidades tipo. El nombre deriva de la palabra griega que significa asombroso, haciendo referencia a lo extraño de su composición química. El mineral conocido como heliofilita es idéntico a la ecdemita, y consecuentemente ha sido desacreditado como especie.

## Propiedades físicas y químicas
La ecdemita es un mineral secundario, formado por alteración de minerales primarios de plomo con arsénico en presencia de cloruros. Se encuentra generalmente como microcristales, masas con aspecto foliáceo y esferillas, de color amarillento claro. Es soluble en ácido nítrico, o en clorhídrico en caliente, y también en bases fuertes. Considerado inicialmente como perteneciente al sistema tetragonal, el estudio posteriores de la estructura han permitido asignarlo al monoclínico.

## Yacimientos
La ecdemita es un mineral raro, encontrado en unas dos docenas de localidades en el mundo. Como mineral de origen completamente natural aparece en las localidades tipo y en otras minas de Filipstad, en Suecia. Se conoce también en escorias antiguas sometidas a la acción del agua del mar, especialmente en distintas acumulaciones del distrito de Laurion, en Ática (Grecia). Se ha encontrado también en las escorias de Capattoli y Baratti, en Toscana (Italia) y en las de la antigua fundición Santa Elisa, en Puerto de Mazarrón, Mazarrón, Murcia (España).